# جایزه اسکار بهترین طراحی لباس
جایزه اسکار بهترین طراحی لباس (انگلیسی: Academy Award for Best Costume Design)یکی از جوایز اسکار که هر ساله توسط آکادمی علوم و هنرهای سینما (AMPAS) برای دستاورد در طراحی لباس صنعت فیلم ارائه می‌شود.
این جایزه برای نخستین بار به فیلم‌هایی که در سال ۱۹۴۸ میلادی تهیه شده بود اهدا گردید. در ابتدا رده‌های جوایز جداگانه، برای فیلم‌های سیاه و سفید و فیلم‌های رنگی ایجاد گردید. این دو رده در سال ۱۹۶۷ میلادی ادغام گردید.

## نامزدی‌های چندگانه
۸۵ طراح زیر چندین بار نامزد دریافت جایزه اسکار بهترین طراحی صحنه و لباس شده‌اند. این فهرست بر اساس تعداد کل جوایز (با تعداد کل نامزدهای فهرست شده در پرانتز) مرتب شده است.
| - ۸: ادیت هد (۳۵) - ۵: آیرین شرف (۱۵) - ۴: شارل لوماری (۱۶) - ۴: میلنا کانونرو (۹) - ۳: دوروتی جیکنس (۱۲) - ۳: کالین اتوود (۱۱) - ۳: سندی پاول (۱۰) - ۳: آنتونتی پاول (۶) - ۳: اوری-کلی (۴) - ۳: جیمز اچیسون (۳) - ۲: هلن رز (۱۰) - ۲: آلبرت وولسکی (۷) - ۲: گایل استیل (۶) - ۲: دانیلو دوناتی (۵) - ۲: ویتوریو نینو نووارز (۵) - ۲: فیلیس دالتون (۳) - ۲: پیرو گیراردی (۳) - ۲: کاترین مارتین (۳) - ۲: سیسیل بیتون (۲) - ۲: الیزابت هفندن (۲) - ۲: جان مالو (۲) | - ۱: ژان لوئی (۱۴) - ۱: والتر پلانکت (۱۰) - 1: بیل توماس (۱۰) - ۱: جنی بیون (۹) - ۱: مری والیس (۷) - 1: جان برایت (۶) - ۱: مارگرت فرس (۶) - 1: رنی (۵) - ۱: مارجوری بست (۴) - ۱: الکزاندرا برن (۴) - ۱: جکلین دورن (۴) - ۱: آن روث (۴) - ۱: ویلیام تراویلا (۴) - ۱: تئونی وی. آلدریج (3-was also known as Denny Vachlioti) - ۱: نگیلا دیکسون (۳) - ۱: نورما کاچ (۳) - ۱: مایکل اوکانور (۳) - ۱: گابریلا پسکوچی (۳) - 1: Edward Stevenson (۳) - ۱: ماریک ووس-لوند (۳) - ۱: ایوان بلیک (۲) - ۱: مارک بریجز (۲) - ۱: ایکو ایشیوکا (۲) - 1: الوئیس جنسن (۲) - ۱: باربارا کارینسکا (۲) - ۱: تئودور پیشتک (۲) - ۱: ریچارد تیلر (۲) - 1: آرلینگتن ولس (۲) | - 0: Patricia Norris (۶) - 0: پی‌یرو تسی (۵) - 0: Howard Shoup (۵) - 0: Donfeld (۴) - 0: Moss Mabry (۴) - 0: Janet Patterson (۴) - ۰: ری آقایان (۳) - 0: Donald Brooks (۳) - 0: Morton Haack (۳) - 0: Bob Mackie (۳) - 0: Judianna Makovsky (۳) - 0: Anna B. Sheppard (۳) - 0: William Ware Theiss (۳) - 0: Theadora Van Runkle (۳) - 0: Tony Walton (۳) - 0: Miles White (۳) - 0: Paul Zastupnevich (۳) - 0: Sharen Davis (۲) - 0: John Jensen (۲) - 0: Ralph Jester (۲) - 0: René Hubert (2) - 0: Anna Hill Johnstone (۲) - 0: Irene Lentz (۲) - 0: Anthony Mendleson (۲) - 0: Herschel McCoy (۲) - 0: Maurizio Millenotti (۲) - 0: Judy Moorcroft (۲) - 0: Ruth Myers (۲) - 0: Mary Ann Nyberg (۲) - 0: Arianne Phillips (۲) - 0: Bob Ringwood (۲) - 0: Shirley Ann Russell (۲) - 0: Anthea Sylbert (۲) - 0: Joe I. Tompkins (۲) - 0: Julie Weiss (۲) - 0: Jacqueline West (۲) |

## برندگان و نامزدها

### دهه۱۹۴۰
| سال                                | Category                                                  | برنده                                      | نامزدها | Ref |
| ---------------------------------- | --------------------------------------------------------- | ------------------------------------------ | ------- | --- |
| 1948 بیست و یکمین دوره جوایز اسکار |                                                           |                                            |         |     |
| سیاه و سفید                        | هملت – راجر کی. فرس                                       | - B.F.'s Daughter – Irene Lentz            | [ ۳ ]   |     |
| رنگی                               | ژاندارک – دوروتی جیکنس و باربارا کارینسکا                 | - The Emperor Waltz – ادیت هد و گایل استیل | [ ۳ ]   |     |
| 1949 ۲۲ام                          |                                                           |                                            |         |     |
| سیاه و سفید                        | وارثه – ادیت هد و گایل استیل                              | - پرنس روباهان – ویتوریو نینو نووارز       | [ ۴ ]   |     |
| رنگی                               | ماجراهای دن خوان – مارجوری بست، لیا رودز و ویلیام تراویلا | - Mother Is a Freshman – Kay Nelson        | [ ۴ ]   |     |

### دهه ۱۹۵۰
| سال                                 | Category                                                                                    | برنده | نامزدها | Ref |
| ----------------------------------- | ------------------------------------------------------------------------------------------- | --- | ------- | --- |
| 1950 بیست و سومین دوره جوایز اسکار  |                                                                                             | |         |     |
| سیاه و سفید                         | همه‌چیز درباره ایو – ادیت هد، شارل لوماری                                                    | - چشم‌وگوش‌بسته – ژان لوئی - یانکی باشکوه – والتر پلانکت | [ ۵ ]   |     |
| رنگی                                | سامسون و دلیله – ادیت هد، شارل لوماری، دوروتی جیکنس، الوئیس جنسن, گایل استیل، گوئین ویکلینگ | - رز سیاه (فیلم) – Michael Whittaker - That Forsyte Woman – والتر پلانکت، آرلینگتن ولس | [ ۵ ]   |     |
| 1951بیست و چهارمین دوره جوایز اسکار |                                                                                             | |         |     |
| سیاه و سفید                         | مکانی در آفتاب – ادیت هد                                                                    | - Kind Lady – والتر پلانکت، گایل استیل (فهرست نامزدان و برندگان جایزه اسکار پس از مرگ) - The Model and the Marriage Broker – شارل لوماری، رنی - The Mudlark – Edward Stevenson, مارگرت فرس - اتوبوسی به نام هوس – Lucinda Ballard                             | [ ۶ ]   |     |
| رنگی                                | یک آمریکایی در پاریس – اوری-کلی، والتر پلانکت، آیرین شرف                                    | - دیوید و بث‌شبع – شارل لوماری، Edward Stevenson - کاراسوی بزرگ – هلن رز، گایل استیل (فهرست نامزدان و برندگان جایزه اسکار پس از مرگ) - کجا می‌روی – Herschel McCoy - The Tales of Hoffmann – Hein Heckroth                                                      | [ ۶ ]   |     |
| 1952 بیست و پنجمین دوره جوایز اسکار |                                                                                             | |         |     |
| سیاه و سفید                         | بد و زیبا – هلن رز                                                                          | - Affair in Trinidad – ژان لوئی - کری – ادیت هد - دختر عموی من ریچل – شارل لوماری، دوروتی جیکنس - ترس ناگهانی – Sheila O'Brien | [ ۷ ]   |     |
| رنگی                                | مولن روژ – مارسل ورتس                                                                       | - بزرگترین نمایش روی زمین – ادیت هد، دوروتی جیکنس، Miles White - هانس کریستین اندرسن – Antoni Clavé, مری والیس، باربارا کارینسکا - The Merry Widow – هلن رز، گایل استیل (فهرست نامزدان و برندگان جایزه اسکار پس از مرگ) - با یک ترانه در قلب من – شارل لوماری | [ ۷ ]   |     |
| 1953 بیست و ششمین دوره جوایز اسکار  |                                                                                             | |         |     |
| سیاه و سفید                         | تعطیلات در رم – ادیت هد                                                                     | - The Actress – والتر پلانکت - Dream Wife – هلن رز، Herschel McCoy - از اینجا تا ابدیت – ژان لوئی - The President's Lady – شارل لوماری، رنی | [ ۸ ]   |     |
| رنگی                                | ردا – شارل لوماری، امیل سانتیاگو                                                            | - واگن دسته موزیک – Mary Ann Nyberg - Call Me Madam – آیرین شرف - چگونه می‌توان با یک میلیونر ازدواج کرد – شارل لوماری، ویلیام تراویلا - Young Bess – والتر پلانکت                                                                                             | [ ۸ ]   |     |
| 1954 بیست و هفتمین دوره جوایز اسکار |                                                                                             | |         |     |
| سیاه و سفید                         | سابرینا – ادیت هد                                                                           | - گوش‌واره‌های مادام... – Georges Annenkov, Rosine Delamare - مقامات اجرایی – هلن رز - ایستگاه آخر (۱۹۵۳) – کریستین دیور - It Should Happen To You – ژان لوئی                                                                                                   | [ ۹ ]   |     |
| رنگی                                | دروازه جهنم – سانزو وادا                                                                    | - Brigadoon – آیرین شرف - Désirée – شارل لوماری، Rene Hubert - ستاره‌ای متولد شده است – ژان لوئی، Mary Ann Nyberg, آیرین شرف - هیچ شغلی مثل نمایش نیست – شارل لوماری، ویلیام تراویلا، Miles White                                                              | [ ۹ ]   |     |
| 1955 بیست و هشتمین دوره جوایز اسکار |                                                                                             | |         |     |
| سیاه و سفید                         | فردا گریه خواهم کرد – هلن رز                                                                | - آقای پیکویک – Beatrice Dawson - Queen Bee – ژان لوئی - خالکوبی رز – ادیت هد - اوگتسو مونوگاتاری - Tadaoto Kainosho | [ ۱۰ ]  |     |
| رنگی                                | عشق چیز باشکوهی است – شارل لوماری                                                           | - مردها و عروسک‌ها – آیرین شرف - ترانه منقطع شده – هلن رز - گرفتن یک دزد – ادیت هد - الیزابت یکم – شارل لوماری، مری والیس | [ ۱۰ ]  |     |
| 1956 بیست و نهمین دوره جوایز اسکار  |                                                                                             | |         |     |
| سیاه و سفید                         | The Solid Gold Cadillac – ژان لوئی                                                          | - هفت سامورایی - Kohei Ezaki - The Power and the Prize – هلن رز - The Proud and Profane – ادیت هد - Teenage Rebel – شارل لوماری، مری والیس | [ ۱۱ ]  |     |
| رنگی                                | پادشاه و من – آیرین شرف                                                                     | - دور دنیا در هشتاد روز – Miles White - غول – Moss Mabry, مارجوری بست - ده فرمان – ادیت هد، Ralph Jester, John Jensen, دوروتی جیکنس، Arnold Friberg - جنگ و صلح – Maria De Matteis                                                                            | [ ۱۱ ]  |     |

From 1957 onwards, the award merged into one category.
| سال                              | برنده              | نامزدها | Ref    |
| -------------------------------- | ------------------ | --- | ------ |
| 1957 سی‌امین دوره جوایز اسکار     | دختران – اوری-کلی  | - عشقبازی به یادماندنی – شارل لوماری - مضحک‌روی – ادیت هد، اوبر دو ژیوانشی - Pal Joey – ژان لوئی - شهرستان رینتری – والتر پلانکت                            | [ ۱۲ ] |
| 1958 سی و یکمین دوره جوایز اسکار | ژی‌ژی – سیسیل بیتون | - Bell, Book and Candle – ژان لوئی - بوکانیر – Ralph Jester, ادیت هد، John Jensen - نوعی لبخند – شارل لوماری، مری والیس - Some Came Running – والتر پلانکت | [ ۱۳ ] |

For 1959 the Award was again divided into two awards.
| سال                              | Category                          | برنده | نامزدها | Ref |
| -------------------------------- | --------------------------------- | --- | ------- | --- |
| 1959 سی و دومین دوره جوایز اسکار |                                   | |         |     |
| سیاه و سفید                      | بعضی‌ها داغشو دوست دارن – اوری-کلی | - سابقه – ادیت هد - خاطرات آنه فرانک – شارل لوماری، مری والیس - The Gazebo – هلن رز - فیلادلفیایی‌های جوان – Howard Shoup | [ ۱۴ ]  |     |
| رنگی                             | بن هور – الیزابت هفندن            | - The Best of Everything – Adele Palmer - ماهیگیر بزرگ – رنی - The Five Pennies – ادیت هد - پورگی و بس – آیرین شرف       | [ ۱۴ ]  |     |

### دهه ۱۹۶۰
| سال                                | Category                                              | برنده | نامزدها | Ref |
| ---------------------------------- | ----------------------------------------------------- | --- | ------- | --- |
| 1960 سی و سومین دوره جوایز اسکار   |                                                       | |         |     |
| سیاه و سفید                        | The Facts of Life – ادیت هد و Edward Stevenson        | - یکشنبه‌ها هرگز – تئونی وی. آلدریج - The Rise and Fall of Legs Diamond – Howard Shoup - Seven Thieves – بیل توماس - چشمه باکره – ماریک ووس-لوند                                      | [ ۱۵ ]  |     |
| رنگی                               | اسپارتاکوس – آرلینگتن ولس, بیل توماس                  | - کن کن – آیرین شرف - Midnight Lace – Irene Lentz - Pepe – ادیت هد - طلوع در کمپوبلو – مارجوری بست                                                                                   | [ ۱۵ ]  |     |
| 1961 سی و چهارمین دوره جوایز اسکار |                                                       | |         |     |
| سیاه و سفید                        | زندگی شیرین – پیرو گیراردی                            | - ساعت بچه‌ها – دوروتی جیکنس - Claudelle Inglish – Howard Shoup - محاکمه در نورنبرگ – ژان لوئی - یوجیمبو – Yoshirō Muraki                                                             | [ ۱۶ ]  |     |
| رنگی                               | داستان وست ساید – آیرین شرف                           | - Babes in Toyland – بیل توماس - Back Street – ژان لوئی - Flower Drum Song – آیرین شرف - یه عالمه معجزه – ادیت هد و والتر پلانکت                                                     | [ ۱۶ ]  |     |
| 1962 سی و پنجمین دوره جوایز اسکار  |                                                       | |         |     |
| سیاه و سفید                        | چه بر سر بیبی جین آمد؟ – نورما کاچ                    | - روزگار شراب و گل‌های سرخ – Don Feld - مردی که لیبرتی والانس را کشت – ادیت هد - معجزه‌گر – Ruth Morley - فدرا – تئونی وی. آلدریج                                                      | [ ۱۷ ]  |     |
| رنگی                               | The Wonderful World of the Brothers Grimm – مری والیس | - Bon Voyage! – بیل توماس - Gypsy – اوری-کلی - مرد موسیقی – دوروتی جیکنس - My Geisha – ادیت هد                                                                                       | [ ۱۷ ]  |     |
| 1963 سی و ششمین دوره جوایز اسکار   |                                                       | |         |     |
| سیاه و سفید                        | ۱/۲ ۸ – پیرو گیراردی                                  | - عشق با غریبه مطلوب – ادیت هد - The Stripper – ویلیام تراویلا - Toys in the Attic – بیل توماس - Wives and Lovers – ادیت هد                                                          | [ ۱۸ ]  |     |
| رنگی                               | کلئوپاترا – رنی, ویتوریو نینو نووارز و آیرین شرف      | - کاردینال – Donald Brooks - چگونه غرب تسخیر شد – والتر پلانکت - پلنگ – پی‌یرو تسی - نوع جدید عشق – ادیت هد                                                                           | [ ۱۸ ]  |     |
| 1964 سی و هفتمین دوره جوایز اسکار  |                                                       | |         |     |
| سیاه و سفید                        | شب ایگوانا – دوروتی جیکنس                             | - A House Is Not a Home – ادیت هد - هیس... هیس، شارلوت عزیز – نورما کاچ - Kisses for My President – Howard Shoup - ملاقات – René Hubert                                              | [ ۱۹ ]  |     |
| رنگی                               | بانوی زیبای من – سیسیل بیتون                          | - بکت – مارگرت فرس - مری پاپینز – Tony Walton - The Unsinkable Molly Brown – Morton Haack - چه راهی برای رفتن! – ادیت هد، Moss Mabry                                                 | [ ۱۹ ]  |     |
| 1965 سی و هشتمین دوره جوایز اسکار  |                                                       | |         |     |
| سیاه و سفید                        | عزیز – جولی هریس                                      | - Morituri – Moss Mabry - A Rage to Live – Howard Shoup - کشتی احمق‌ها – ژان لوئی و بیل توماس - The Slender Thread – ادیت هد                                                          | [ ۲۰ ]  |     |
| رنگی                               | دکتر ژیواگو – فیلیس دالتون                            | - رنج و سرمستی (فیلم ۱۹۶۵) – ویتوریو نینو نووارز - بزرگترین داستان عالم – مارجوری بست و ویتوریو نینو نووارز - درون دیزی کلاور – ادیت هد و بیل توماس - اشک‌ها و لبخندها – دوروتی جیکنس | [ ۲۰ ]  |     |
| 1966 سی و نهمین دوره جوایز اسکار   |                                                       | |         |     |
| سیاه و سفید                        | چه کسی از ویرجینیا وولف می‌ترسد؟ – آیرین شرف           | - انجیل به روایت متی – دانیلو دوناتی - Mandragola – دانیلو دوناتی - Mister Buddwing – هلن رز - مورگان، بیمار مناسبی برای درمان – Jocelyn Rickards                                    | [ ۲۱ ]  |     |
| رنگی                               | مردی برای تمام فصول – الیزابت هفندن و جون بریج        | - گامبی – ژان لوئی - هاوایی – دوروتی جیکنس - Juliet of the Spirits (Giulietta degli spiriti) – پیرو گیراردی - اسکار – ادیت هد                                                        | [ ۲۱ ]  |     |

From 1967 the category was merged permanently.
| سال                               | برنده                          | نامزدها | Ref    |
| --------------------------------- | ------------------------------ | --- | ------ |
| 1967 چهلمین دوره جوایز اسکار      | کملوت – جان تراسکات            | - بانی و کلاید – Theadora Van Runkle - The Happiest Millionaire – بیل توماس - رام کردن زن سرکش – دانیلو دوناتی و آیرین شرف - میلی کاملا مدرن – ژان لوئی | [ ۲۲ ] |
| 1968 چهل و یکمین دوره جوایز اسکار | رومئو و ژولیت – دانیلو دوناتی  | - شیر در زمستان – مارگرت فرس - الیور! – Phyllis Dalton - Planet of the Apes – Morton Haack - ستاره! (فیلم) – Donald Brooks                              | [ ۲۳ ] |
| 1969 چهل و دومین دوره جوایز اسکار | یک هزار روز از آن – مارگرت فرس | - سلام، دالی! – آیرین شرف - Gaily, Gaily – ری آقایان - Sweet Charity – ادیت هد - مگر آن‌ها اسب‌ها را خلاص نمی‌کنند؟ – Don Feld                             | [ ۲۴ ] |

### دهه ۱۹۷۰
| سال                                 | برنده                                              | نامزدها | Ref    |
| ----------------------------------- | -------------------------------------------------- | --- | ------ |
| 1970 چهل و سومین دوره جوایز اسکار   | کرامول – ویتوریو نینو نووارز                       | - فرودگاه – ادیت هد - Darling Lili – Jack Bear و Donald Brooks - The Hawaiians – بیل توماس - اسکروچ – مارگرت فرس                                                                         | [ ۲۵ ] |
| 1971 چهل و چهارمین دوره جوایز اسکار | نیکلاس و الکساندرا – ایوان بلیک و Antonio Castillo | - تختخواب سحرآمیز – بیل توماس - مرگ در ونیز – پی‌یرو تسی - ماری، ملکه اسکاتلند – مارگرت فرس - What's the Matter with Helen? – Morton Haack                                                | [ ۲۶ ] |
| 1972 چهل و پنجمین دوره جوایز اسکار  | سفرهای من و عمه‌ام – آنتونتی پاول                   | - پدرخوانده – Anna Hill Johnstone - بانو بلوز می‌خواند – ری آقایان، نورما کاچ و Bob Mackie - ماجرای پوزیدون – Paul Zastupnevich - وینستون جوان – Anthony Mendleson                        | [ ۲۷ ] |
| 1973 چهل و ششمین دوره جوایز اسکار   | نیش – ادیت هد                                      | - فریادها و نجواها – ماریک ووس-لوند - لودویگ – پی‌یرو تسی - تام سایر – Don Feld - آنطور که بودیم – دوروتی جیکنس و Moss Mabry                                                              | [ ۲۸ ] |
| 1974 چهل و هفتمین دوره جوایز اسکار  | گتسبی بزرگ – تئونی وی. آلدریج                      | - محله چینی‌ها – Anthea Sylbert - Daisy Miller – John Furness - پدرخوانده: قسمت دوم – Theadora Van Runkle - قتل در قطار سریع‌السیر شرق – Tony Walton                                       | [ ۲۹ ] |
| 1975 چهل و هشتمین دوره جوایز اسکار  | بری لیندون – میلنا کانونرو و اولا-بریت سودرلوند    | - The Four Musketeers – ایوان بلیک و Ron Talsky - Funny Lady – ری آقایان و Bob Mackie - فلوت سحرآمیز – Karin Erskine و Henny Noremark - The Man Who Would Be King – ادیت هد              | [ ۳۰ ] |
| 1976 چهل و نهمین دوره جوایز اسکار   | کازانووای فلینی – دانیلو دوناتی                    | - در راه افتخار – William Ware Theiss - The Incredible Sarah – Anthony Mendleson - The Passover Plot – مری والیس - The Seven-Per-Cent Solution – Alan Barrett                            | [ ۳۱ ] |
| 1977 پنجاهمین دوره جوایز اسکار      | جنگ ستارگان – جان مالو                             | - فرودگاه ۷۷ – ادیت هد و Burton Miller - جولیا – Anthea Sylbert - A Little Night Music – Florence Klotz - آن‌سوی نیمه شب – آیرین شرف                                                      | [ ۳۲ ] |
| 1978 پنجاه و یکمین دوره جوایز اسکار | مرگ بر روی نیل – آنتونتی پاول                      | - کاروان‌ها – رنی - روزهای بهشت – Patricia Norris - The Swarm – Paul Zastupnevich - جادوگر – Tony Walton                                                                                  | [ ۳۳ ] |
| 1979 پنجاه و دومین دوره جوایز اسکار | اینطور چیزها – آلبرت وولسکی                        | - آگاتا – Shirley Ann Russell - The Bird Cage (La cage aux folles) – Ambra Danon و پی‌یرو تسی - Butch and Sundance: The Early Days – William Ware Theiss - The Europeans – Judy Moorcroft | [ ۳۴ ] |

### دهه ۱۹۸۰
| سال                                 | برنده                                       | نامزدها | Ref    |
| ----------------------------------- | ------------------------------------------- | --- | ------ |
| 1980 پنجاه و سومین دوره جوایز اسکار | تس – آنتونتی پاول                           | - مرد فیل‌نما – Patricia Norris - My Brilliant Career – Anna Senior - Somewhere in Time – Jean-Pierre Dorleac - وقتی که زمان به آخر رسید – Paul Zastupnevich | [ ۳۵ ] |
| 1981 (54th)                         | ارابه‌های آتش – میلنا کانونرو                | - زن ستوان فرانسوی – Tom Rand - Pennies from Heaven – Bob Mackie - رگتایم – Anna Hill Johnstone - سرخ‌ها – Shirley Ann Russell                               | [ ۳۶ ] |
| 1982 (55th)                         | گاندی – بانو آثائیا و جان مالو              | - انتخاب سوفی – آلبرت وولسکی - لا تراویاتا – پی‌یرو تسی - ترون – الوئیس جنسن و Rosanna Norton - ویکتور ویکتوریا – Patricia Norris                            | [ ۳۷ ] |
| 1983 (56th)                         | فانی و الکساندر – ماریک ووس-لوند            | - کراس کریک – Joe I. Tompkins - Heart Like a Wheel – William Ware Theiss - The Return of Martin Guerre – Anne-Marie Marchand - زلیگ – Santo Loquasto        | [ ۳۸ ] |
| 1984 (57th)                         | آمادئوس – تئودور پیشتک                      | - ۲۰۱۰ – Patricia Norris - بوستونی‌ها – جنی بیون و جان برایت - گذرگاهی به هند – Judy Moorcroft - مکان‌هایی در قلب – آن روث                                    | [ ۳۹ ] |
| 1985 (58th)                         | آشوب – امی وادا                             | - رنگ ارغوانی (رمان) – Aggie Guerard Rodgers - سفر ناتی گن – آلبرت وولسکی - خارج از آفریقا – میلنا کانونرو - شرف خانواده پریتزی – Donfeld                   | [ ۴۰ ] |
| 1986 (59th)                         | اتاقی با یک چشم‌انداز – جنی بیون و جان برایت | - مأموریت – Enrico Sabbatini - Otello – Anna Anni و Maurizio Millenotti - پگی سو ازدواج کرد – Theadora Van Runkle - دزدان دریایی – آنتونتی پاول             | [ ۴۱ ] |
| 1987 (60th)                         | آخرین امپراتور – جیمز اچیسون                | - مردگان – دوروتی جیکنس - امپراتوری خورشید – Bob Ringwood - موریس (فیلم) – جنی بیون و جان برایت - تسخیرناپذیران – Marilyn Vance-Straker                     | [ ۴۲ ] |
| 1988 شصت و یکمین دوره جوایز اسکار   | روابط خطرناک – جیمز اچیسون                  | - سفر به آمریکا – Deborah Nadoolman - A Handful of Dust – Jane Robinson - شامگاه – Patricia Norris - تاکر: مردی در رویاهای خود – میلنا کانونرو              | [ ۴۳ ] |
| 1989 شصت و دومین دوره جوایز اسکار   | هنری پنجم – Phyllis Dalton                  | - ماجراهای بارون مایچوزن – گابریلا پسکوچی - رانندگی برای خانم دیزی – Elizabeth McBride - شب‌های هارلم – Joe I. Tompkins - Valmont – تئودور پیشتک             | [ ۴۴ ] |

### دهه ۱۹۹۰
| سال                                         | فیلم                        | طراح(ان) لباس |
| ------------------------------------------- | --------------------------- | ------------- |
| 1990 شصت و سومین دوره جوایز اسکار           |                             |               |
| سیرانو دو برژراک                            | فرانکا اسکوارچاپینو         |               |
| آوالون (فیلم)                               | Gloria Gresham              |               |
| رقصنده با گرگ‌ها                             | Elsa Zamparelli             |               |
| دیک تریسی                                   | میلنا کانونرو               |               |
| هملت                                        | Maurizio Millenotti         |               |
| فیلم در ۱۹۹۱ شصت و چهارمین دوره جوایز اسکار |                             |               |
| باگزی                                       | آلبرت وولسکی                |               |
| خانواده آدامز                               | Ruth Myers                  |               |
| بارتون فینک                                 | Richard Hornung             |               |
| هوک                                         | آنتونتی پاول                |               |
| مادام بوواری                                | Corinne Jorry               |               |
| 1992 شصت و پنجمین دوره جوایز اسکار          |                             |               |
| دراکولای برام استوکر                        | ایکو ایشیوکا                |               |
| آوریل افسون‌شده                              | Sheena Napier               |               |
| هواردز اند                                  | جنی بیون و جان برایت        |               |
| مالکوم ایکس                                 | Ruth Carter                 |               |
| اسباب بازی‌ها                                | آلبرت وولسکی                |               |
| 1993 شصت و ششمین دوره جوایز اسکار           |                             |               |
| عصر معصومیت                                 | گابریلا پسکوچی              |               |
| اورلاندو                                    | سندی پاول                   |               |
| پیانو                                       | Janet Patterson             |               |
| بازمانده روز                                | جنی بیون و جان برایت        |               |
| فهرست شیندلر                                | Anna B. Sheppard            |               |
| 1994 شصت و هفتمین دوره جوایز اسکار          |                             |               |
| ماجراهای پریسیلا، ملکه صحرا                 | Tim Chappel and لیزی گاردنر |               |
| گلوله‌ها بر فراز برادوی                      | Jeffrey Kurland             |               |
| زنان کوچک                                   | کالین اتوود                 |               |
| ماوریک                                      | April Ferry                 |               |
| Queen Margot (La reine Margot)              | Moidele Bickel              |               |
| 1995 شصت و هشتمین دوره جوایز اسکار          |                             |               |
| بازسازی                                     | جیمز اچیسون                 |               |
| دلاور                                       | Charles Knode               |               |
| ریچارد سوم                                  | Shuna Harwood               |               |
| عقل و احساس                                 | جنی بیون و جان برایت        |               |
| ۱۲ میمون                                    | Julie Weiss                 |               |
| 1996 شصت و نهمین دوره جوایز اسکار           |                             |               |
| بیمار انگلیسی                               | آن روث                      |               |
| فرشتگان و حشرات                             | Paul Brown                  |               |
| Emma                                        | Ruth Myers                  |               |
| هملت                                        | الکزاندرا برن               |               |
| تصویر یک بانو                               | Janet Patterson             |               |
| 1997 (70th)                                 |                             |               |
| تایتانیک                                    | دبورا لین اسکات             |               |
| آمیستاد                                     | Ruth E. Carter              |               |
| کوندان                                      | دانته فرتی                  |               |
| اسکار و لوسیندا                             | Janet Patterson             |               |
| بال‌های کبوتر                                | سندی پاول                   |               |
| 1998 (71st)                                 |                             |               |
| شکسپیر عاشق                                 | سندی پاول                   |               |
| Beloved                                     | کالین اتوود                 |               |
| الیزابت                                     | الکزاندرا برن               |               |
| Pleasantville                               | Judianna Makovsky           |               |
| Velvet Goldmine                             | سندی پاول                   |               |
| 1999 (72nd)                                 |                             |               |
| وارونه                                      | لیندی همینگ                 |               |
| آنا و شاه                                   | جنی بیون                    |               |
| اسلیپی هالو                                 | کالین اتوود                 |               |
| آقای ریپلی بااستعداد                        | Gary Jones و آن روث         |               |
| تیتوس                                       | میلنا کانونرو               |               |

### دهه ۲۰۰۰
| سال                                       | فیلم                                                        | طراح(ان) لباس |
| ----------------------------------------- | ----------------------------------------------------------- | ------------- |
| 2000 (73rd)                               |                                                             |               |
| گلادیاتور                                 | جنتی ییتس                                                   |               |
| ۱۰۲ سگ خالدار                             | آنتونتی پاول                                                |               |
| ببر خیزان، اژدهای پنهان                   | Tim Yip                                                     |               |
| چگونه گرینچ کریسمس را دزدید               | Rita Ryack                                                  |               |
| قلم‌پرها                                   | Jacqueline West                                             |               |
| 2001 (74th)                               |                                                             |               |
| مولن روژ!                                 | کاترین مارتین و انگس استرثی                                 |               |
| The Affair of the Necklace                | میلنا کانونرو                                               |               |
| گاسفورد پارک                              | جنی بیون                                                    |               |
| هری پاتر و سنگ جادو                       | Judianna Makovsky                                           |               |
| ارباب حلقه‌ها: یاران حلقه                  | نگیلا دیکسون و ریچارد تیلر                                  |               |
| 2002 (75th)                               |                                                             |               |
| شیکاگو                                    | کالین اتوود                                                 |               |
| فریدا                                     | Julie Weiss                                                 |               |
| دارودسته‌های نیویورکی                      | سندی پاول                                                   |               |
| ساعت‌ها                                    | آن روث                                                      |               |
| پیانیست                                   | Anna B. Sheppard                                            |               |
| 2003 (76th)                               |                                                             |               |
| بازگشت پادشاه                             | نگیلا دیکسون و ریچارد تیلر                                  |               |
| دختری با گوشواره مروارید                  | Dien van Straalen                                           |               |
| آخرین سامورایی                            | نگیلا دیکسون                                                |               |
| ناخدا و فرمانده: آخر دنیا                 | Wendy Stites                                                |               |
| سیبیسکوت                                  | Judianna Makovsky                                           |               |
| 2004 (77th)                               |                                                             |               |
| هوانورد                                   | سندی پاول                                                   |               |
| در جستجوی ناکجاآباد                       | الکزاندرا برن                                               |               |
| بدبیاری‌ها، داستان‌های لمونی اسنیکت         | کالین اتوود                                                 |               |
| ری                                        | Sharen Davis                                                |               |
| تروآ                                      | Bob Ringwood                                                |               |
| فیلم در ۲۰۰۵ ۷۸ام                         |                                                             |               |
| خاطرات یک گیشا                            | کالین اتوود                                                 |               |
| چارلی و کارخانه شکلات‌سازی                 | گابریلا پسکوچی                                              |               |
| خانم هندرسون تقدیم می‌کند                  | سندی پاول                                                   |               |
| غرور و تعصب                               | جکلین دورن                                                  |               |
| سربه‌راه باش                               | Arianne Phillips                                            |               |
| 2006 ۷۹ام                                 |                                                             |               |
| ماری آنتوانت                              | میلنا کانونرو                                               |               |
| نفرین گل طلایی                            | Chung Man Yee                                               |               |
| شیطان پرادا می‌پوشد                        | پاتریسیا فیلد                                               |               |
| دختران رؤیایی                             | Sharen Davis                                                |               |
| ملکه                                      | Consolata Boyle                                             |               |
| فیلم در ۲۰۰۷ ۸۰ام                         |                                                             |               |
| الیزابت: دوران طلایی                      | الکزاندرا برن                                               |               |
| از این سو تا آن سوی دنیا                  | آلبرت وولسکی                                                |               |
| کفاره                                     | جکلین دورن                                                  |               |
| زندگی گلگون                               | Marit Allen (فهرست نامزدان و برندگان جایزه اسکار پس از مرگ) |               |
| آرایشگر شیطانی خیابان فلیت                | کالین اتوود                                                 |               |
| فیلم در ۲۰۰۸ ۸۱ام                         |                                                             |               |
| دوشس                                      | مایکل اوکانور                                               |               |
| استرالیا                                  | کاترین مارتین                                               |               |
| مورد عجیب بنجامین باتن                    | Jacqueline West                                             |               |
| میلک                                      | Danny Glicker                                               |               |
| جاده انقلابی                              | آلبرت وولسکی                                                |               |
| فیلم در ۲۰۰۹ ۸۲ام                         |                                                             |               |
| ویکتوریای جوان                            | سندی پاول                                                   |               |
| ستاره فروزان                              | Janet Patterson                                             |               |
| کوکو قبل از شانل                          | Catherine Leterrier                                         |               |
| دکتر پارناسوس، مردی که به شیطان رو دست زد | Monique Prudhomme                                           |               |
| ناین                                      | کالین اتوود                                                 |               |

### دهه ۲۰۱۰
| سال                  | فیلم                                                         | طراح(ان) لباس |
| -------------------- | ------------------------------------------------------------ | ------------- |
| 2010 ۸۳ام            |                                                              |               |
| آلیس در سرزمین عجایب | کالین اتوود                                                  |               |
| من عشق هستم          | Antonella Cannarozzi                                         |               |
| سخنرانی پادشاه       | جنی بیون                                                     |               |
| طوفان                | سندی پاول                                                    |               |
| شجاعت واقعی          | Mary Zophres                                                 |               |
| فیلم در ۲۰۱۱ ۸۴ام    |                                                              |               |
| آرتیست               | مارک بریجز                                                   |               |
| بی نام               | Lisy Christl                                                 |               |
| هوگو                 | سندی پاول                                                    |               |
| جین ایر              | مایکل اوکانور                                                |               |
| دبلیو ای             | Arianne Phillips                                             |               |
| فیلم در ۲۰۱۲ ۸۵ام    |                                                              |               |
| آنا کارنینا          | جکلین دورن                                                   |               |
| بینوایان             | Paco Delgado                                                 |               |
| لینکلن               | Joanna Johnston                                              |               |
| ای آینه‌ای آینه       | ایکو ایشیوکا (فهرست نامزدان و برندگان جایزه اسکار پس از مرگ) |               |
| سفیدبرفی و شکارچی    | کالین اتوود                                                  |               |
| فیلم در ۲۰۱۳ ۸۶ام    |                                                              |               |
| گتسبی بزرگ           | کاترین مارتین                                                |               |
| ۱۲ سال بردگی         | Patricia Norris                                              |               |
| حقه‌بازی آمریکایی     | Michael Wilkinson                                            |               |
| استاد بزرگ (فیلم)    | ویلیام چانگ                                                  |               |
| زن نامرئی            | مایکل اوکانور                                                |               |
| فیلم در ۲۰۱۴ ۸۷ام    |                                                              |               |
| هتل بزرگ بوداپست     | میلنا کانونرو                                                |               |
| خباثت ذاتی           | مارک بریجز                                                   |               |
| به‌سوی جنگل           | کالین اتوود                                                  |               |
| پلید                 | Anna B. Sheppard                                             |               |
| آقای ترنر (فیلم)     | جکلین دورن                                                   |               |